# أنيت بوتش
أنيت بوتش (بالألمانية: Anett Pötzsch) هي متسابقة تزحلق فني على الجليد ألمانية ولدت في يوم 3 سبتمبر 1960 في مدينة كيمنتس في ألمانيا الشرقية. أبرز إنجازاتها هو فوزها بالميدالية الذهبية في دورة الألعاب الأولمبية الشتوية 1980 في ليك بلاسيد في الولايات المتحدة. كما فازت بأربعة ميداليات في بطولة العالم منها ميداليتين ذهبيتين وميداليتين فضيتين.